# California State University, San Marcos

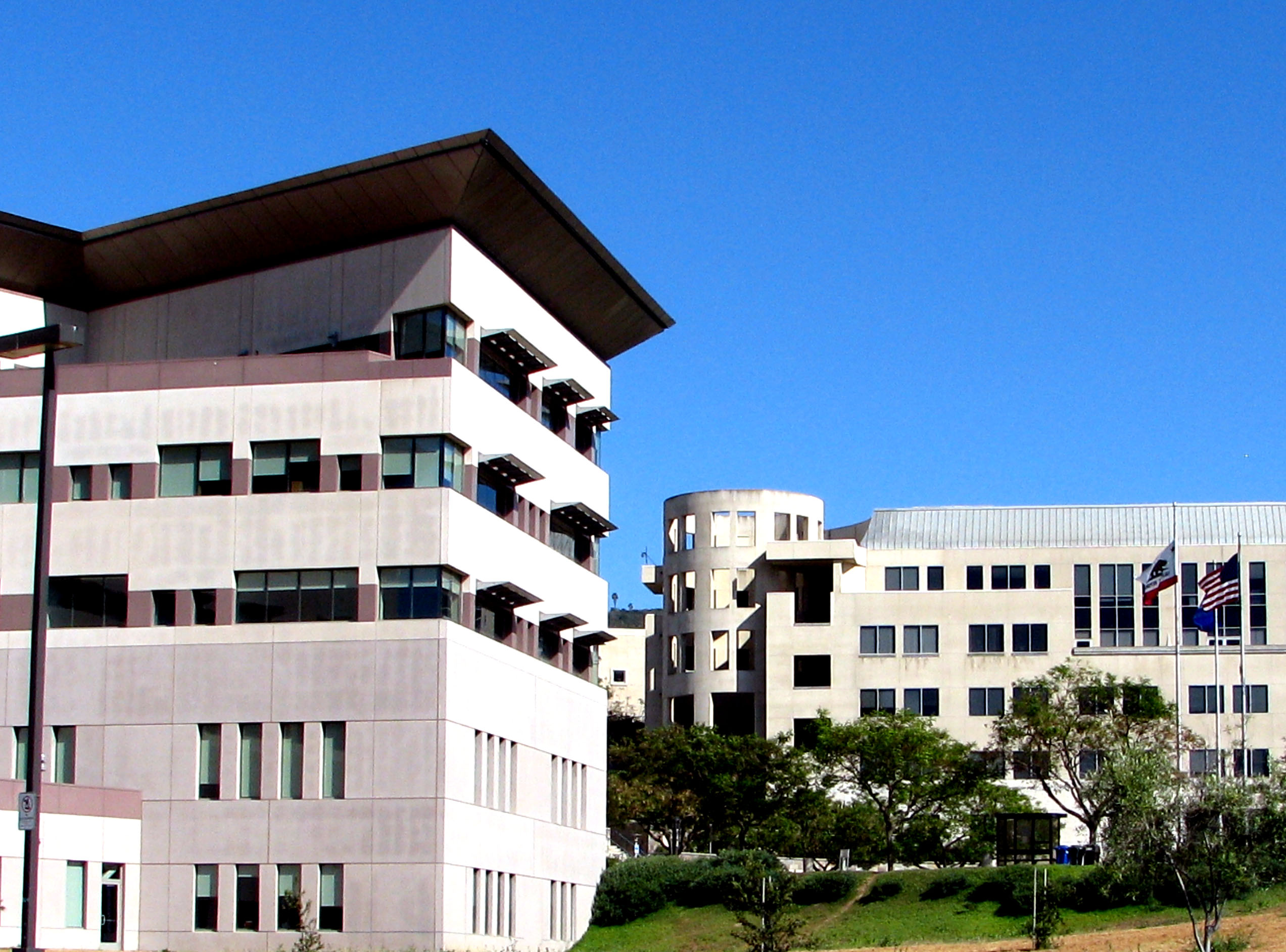
California State University, San Marcos

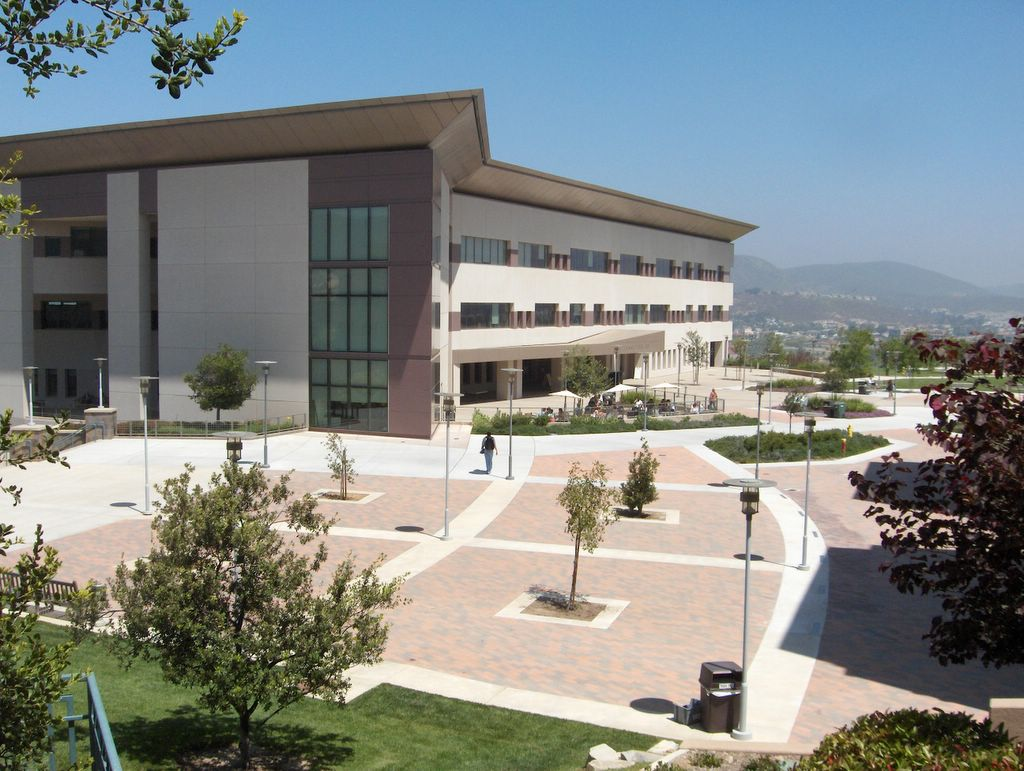
Cal State Bücherei

Die California State University, San Marcos (auch CSUSM oder Cal State San Marcos genannt) ist eine staatliche Universität in San Marcos in der Gegend von San Diego im US-Bundesstaat Kalifornien. Die Hochschule wurde 1989 gegründet. Sie ist Teil des California-State-University-Systems.

## Geschichte
Bereits 1968 gab es erste Bemühungen im North County, San Diego eine Hochschule zu errichten. Es sollte aber noch bis 1989 dauern ehe der damalige Gouverneur George Deukmejian die Gründung des 20. Campus der CSU in San Marcos per Gesetz beschloss.
Bill W. Stacy wurde im Juni 1989 als der erste Präsident der Hochschule ernannt und legte zusammen mit den 12 weiteren, von ihm eingestellten, Gründungsmitgliedern den Grundstein für die zukünftige Entwicklung der Hochschule. Bereits im Februar 1990 begannen die Arbeiten am neuen Campus, welche im August 1992 fertiggestellt wurden.
Da schon im September 1990 die ersten Studenten zugelassen wurden, mussten die Kurse bis zum Abschluss der Bauarbeiten in dafür angemieteten Räumlichkeiten durchgeführt werden.
In den Folgejahren wurde der Campus stetig mit weiteren Gebäuden erweitert (u. a. Craven Hall, University Hall, Kellogg Library, Markstein Hall).

## Studienangebot
Die CSU San Marcos ist in 4 Fakultäten unterteilt, an denen verschiedene Studiengänge angeboten werden:
- Betriebswirtschaftslehre (College of Business Administration)
- Geistes- und Sozialwissenschaften (College of Humanities, Arts, Behavioral and Social Sciences)
- Gesundheit und Pädagogik (College of Education, Health and Human Services)
- Naturwissenschaften und Mathematik (College of Science and Mathematics)

## Sport
Alle Sportteams der CSU San Marcos treten unter dem Namen Cougars an. Das Maskottchen der Hochschule heißt Tukwut; die Bezeichnung des Kalifornischen Berglöwen aus der Sprache der lokalen, indianischen Ureinwohner.
An der Hochschule gibt es insgesamt 13 Mannschaften, die an den Wettkämpfen der NAIA (Region 2) teilnehmen:
- Baseball (M)
- Basketball (M/W)
- Crosslauf (M/W)
- Fußball (M/W)
- Golf (M/W)
- Leichtathletik (M/W)
- Softball (W)
- Volleyball (W)